# Pseudapistosia similis
Pseudapistosia similis là một loài bướm đêm thuộc phân họ Arctiinae, họ Erebidae.